# Christmas Tour 2001
Es una pequeña gira que realizó Cyndi Lauper en diciembre de 2001. No contó con el apoyo de ningún álbum nuevo.

## Listado de canciones
El Listado de canciones difiere en cada fecha.

### Estreno[1]
1. Shine - Dance Mix
2. Ballad Of Cleo And Joe
3. Hey Now (Girls Just Want To Have Fun)
4. Minnie And Santa
5. Rockin' Around The Christmas Tree She Bop - a capela
6. Higher Plane
7. True Colors - Dance Mix

Bis
1. I'm Gonna Be Strong